# Pareas
Pareas – rodzaj węży z rodziny Pareidae.

## Zasięg występowania
Rodzaj obejmuje gatunki występujące w Azji (Chiny, Tajwan, Japonia (Riukiu), Indie, Bhutan, Bangladesz, Mjanma, Tajlandia, Laos, Wietnam, Kambodża, Malezja, Brunei i Indonezja).

## Systematyka

### Etymologia
- Pareas: gr. παρειας pareias „brunatny wąż poświęcony Asklepiosowi”[6][2].
- Eberhardtia: Philippe Albert Eberhardt (1874–1942), francuski botanik[3]. Gatunek typowy: Eberhardtia tonkinensis Angel, 1920 (= Amblycephalus hamptoni Boulenger, 1905).

### Podział systematyczny
Do rodzaju należą następujące gatunki:

- Pareas abros Poyarkov, Nguyen, Vogel & Orlov, 2022
- Pareas andersonii Boulenger, 1888
- Pareas atayal You, Poyarkov & Lin, 2015
- Pareas baiseensis Wu, Gong, Huang & Xu, 2023
- Pareas berdmorei Theobald, 1868
- Pareas boulengeri (Angel, 1920)
- Pareas capitulatus Stuart, Seateun, Sivongxay, Souvannavong, Phimmachak, 2025
- Pareas carinatus Wagler, 1830
- Pareas chinensis (Barbour, 1912) – ślimakożer chiński[7]
- Pareas dulongjiangensis Liu, Yang, Rao, Guo & Rao, 2023
- Pareas formosensis (Van Denburgh, 1909)
- Pareas guanyinshanensis Liu, Mo, Li, Li, Luo, Rao & Li, 2024
- Pareas hamptoni (Boulenger, 1905)
- Pareas iwasakii (Maki, 1937)
- Pareas kaduri Bhosale, Phansalkar, Sawant, Gowande, Patel & Mirza, 2020
- Pareas komaii (Maki, 1931)
- Pareas kuznetsovorum Poyarkov, Yushchenko & Nguyen, 2022
- Pareas macularius Theobald, 1868
- Pareas margaritophorus (Jan, 1866)
- Pareas modestus Theobald, 1868
- Pareas monticola (Cantor, 1839)
- Pareas niger (Pope, 1928)
- Pareas nigriceps Guo & Deng, 2009
- Pareas nuchalis (Boulenger, 1900)
- Pareas stanleyi (Boulenger, 1914)
- Pareas temporalis Le, Tran, Hoang & Stuart, 2021
- Pareas tigerinus Liu, Zhang, Poyarkov, Hou, Wu, Rao, Nguyen & Vogel, 2023
- Pareas victorianus Vogel, Nguyen & Poyarkov, 2021
- Pareas vindumi Vogel, 2015
- Pareas yunnanensis (Vogt, 1922)